# Nomada articulata
Nomada articulata là một loài Hymenoptera trong họ Apidae. Loài này được Smith mô tả khoa học năm 1854.